# جاي تايلور (لاعب كرة قدم أمريكية)
جاي تايلور (بالإنجليزية: Jay Taylor)‏ هو لاعب كرة قدم أمريكية أمريكي، ولد في 8 نوفمبر 1967 في سان دييغو في الولايات المتحدة.

## وصلات خارجية
- جاي تايلور على موقع مرجع كرة القدم المحترفة.كوم (الإنجليزية)
- جاي تايلور على موقع JustSportsStats.com (الإنجليزية)